# USS Haines (APD-84)
USS Haines (DE-792/APD-84) là một tàu hộ tống khu trục lớp Buckley được Hải quân Hoa Kỳ chế tạo trong Chiến tranh Thế giới thứ hai. Tên nó được đặt theo Đại úy Hải quân Richard Alexander Haines (1903-1942), người từng phục vụ trên tàu tuần dương hạng nặng New Orleans (CA-32), đã tử trận trong Trận Tassafaronga vào ngày 30 tháng 11, 1942 và được truy tặng Huân chương Chữ thập Hải quân. Nó đã phục vụ trong chiến tranh cho đến năm 1944, khi được cải biến thành một tàu vận chuyển cao tốc mang ký hiệu lườn APD-84, và tiếp tục phục vụ cho đến khi chiến tranh kết thúc; con tàu xuất biên chế năm 1946 và bị tháo dỡ năm 1961. Haines được tặng thưởng một Ngôi sao Chiến trận do thành tích phục vụ trong Thế Chiến II.

## Thiết kế và chế tạo
Những chiếc thuộc lớp tàu hộ tống khu trục Buckley có chiều dài chung 306 ft (93 m), mạn tàu rộng 37 ft 1 in (11,30 m) và độ sâu mớn nước khi đầy tải là 11 ft 3 in (3,43 m). Chúng có trọng lượng choán nước tiêu chuẩn 1.400 tấn Anh (1.400 t); và lên đến 1.740 tấn Anh (1.770 t) khi đầy tải. Hệ thống động lực bao gồm hai turbine hơi nước General Electric công suất 13.500 mã lực (10.100 kW), dẫn động hai máy phát điện công suất 9.200 kilôwatt (12.300 hp) để vận hành hai trục chân vịt;  công suất 12.000 hp (8.900 kW) cho phép đạt được tốc độ tối đa 23 kn (26 mph; 43 km/h), và có dự trữ hành trình 6.000 nmi (6.900 mi; 11.000 km) khi di chuyển ở vận tốc đường trường 12 kn (14 mph; 22 km/h).
Vũ khí trang bị bao gồm ba pháo 3 in (76 mm)/50 cal trên tháp pháo nòng đơn có thể đối hạm hoặc phòng không, một khẩu đội 1,1 inch/75 caliber bốn nòng và tám pháo phòng không Oerlikon 20 mm. Vũ khí chống ngầm bao gồm một dàn súng cối chống tàu ngầm Hedgehog Mk. 10 (có 24 nòng và mang theo 144 quả đạn); hai đường ray Mk. 9 và tám máy phóng K3 Mk. 6 để thả mìn sâu. Khác biệt đáng kể so với lớp Evarts dẫn trước là chúng có thêm ba ống phóng ngư lôi Mark 15 21 inch (533 mm). Thủy thủ đoàn đầy đủ bao gồm 186 sĩ quan và thủy thủ.
Haines được đặt lườn tại xưởng tàu của hãng Consolidated Steel Corp., Ltd. tại Orange, Texas vào ngày 17 tháng 5, 1943. Nó được hạ thủy vào ngày 26 tháng 8, 1943; được đỡ đầu bởi bà Mary V. Haines, vợ góa Đại úy Haines, và nhập biên chế vào ngày 27 tháng 12, 1943 dưới quyền chỉ huy của Hạm trưởng, Thiếu tá Hải quân Elmer C. Powell.

## Lịch sử hoạt động

### Mặt trận Đại Tây Dương
Sau khi hoàn tất việc chạy thử máy huấn luyện tại khu vực Bermuda và sửa chữa sau chạy thử máy, được chính thức nghiệm thu vào tháng 2, 1944 và làm một số nhiệm vụ khác nhau cho đến tháng 4, bao gồm hộ tống một tàu ngầm Hà Lan đi sang Hoa Kỳ và một đoàn tàu chở quân đi khu vực kênh đào Panama cũng như phục vụ như tàu huấn luyện cho thủy thủ đoàn tàu khu trục mới tại Norfolk, Virginia. Vào đầu tháng 4, nó đảm nhiệm việc kéo mục tiêu giả lập thực hành tại khu vực Quonset Point, Rhode Island, nhằm vụ vụ cho việc huấn luyện phi công hải quân. 
Haines khởi hành từ New York để hộ tống một đoàn tàu vận tải vượt Đại Tây Dương để hướng sang khu vực Địa Trung Hải, đi đến Casablanca tại Morocco thuộc Pháp vào ngày 7 tháng 6. Sau khi quay trở về New York, nó lại lên đường vào ngày 30 tháng 6 cho một chuyến đi sang Địa Trung Hải thứ hai, lần này cùng với một đội đặc nhiệm tàu sân bay. Đội đặc nhiệm ghé qua Malta trước khi đi đến Alexandria, Ai Cập, giúp hỗ trợ cho việc phòng thủ cảng này chống trả các đợt tấn công của phe Trục. 
Tách khỏi thành phần đội đặc nhiệm, Haines tham gia lực lượng hải quân được tập trung nhằm chuẩn bị cho Chiến dịch Dragoon, cuộc đổ bộ lên miền Nam nước Pháp. Khởi hành từ Naples vào ngày 13 tháng 8, nó hộ tống các tàu vận tải chuyển quân đi sang khu vực tấn công, và sau ngày đổ bộ 15 tháng 8 đã tiếp tục hộ tống bảo vệ các tàu chiến làm nhiệm vụ hỗ trợ hỏa lực cho cuộc chiến trên bộ. Nó cũng đảm nhiệm việc quét thủy lôi tại cảng Marseilles, và tiếp tục ở lại khu vực này cho đến tháng 9, hộ tống các đoàn tàu đổ bộ LST vận chuyển tiếp liệu từ Corse sang Pháp. 
Hoàn thành nhiệm vụ tại khu vực Địa Trung Hải, Haines lên đường vào ngày 1 tháng 11 để quay trở về Hoa Kỳ ngang qua Oran, Algeria. Sau khi về đến New York vào ngày 11 tháng 12, nó đi vào Xưởng hải quân Brooklyn để được cải biến thành một tàu vận chuyển cao tốc lớp Charles Lawrence. Hoàn tất công việc trong xưởng tàu vào ngày 1 tháng 3, 1945, nó được xếp lại lớp với ký hiệu lườn mới APD-84, và phục vụ trong nhiều tháng tại khu vực Norfolk và vịnh Chesapeake trong vai trò tàu huấn luyện cho thủy thủ đoàn các tàu hộ tống khu trục và tàu vận chuyển cao tốc tương lai.

### Mặt trận Thái Bình Dương
Khởi hành từ Norfolk vào ngày 8 tháng 8 để đi sang khu vực Mặt trận Thái Bình Dương, Haines đang có mặt tại Cristóbal, Panama khi nó nhận được tin tức về việc Nhật Bản đã chấp nhận đầu hàng vào ngày 15 tháng 8 giúp kết thúc cuộc xung đột. Nó tiếp tục băng qua kênh đào Panama và đi ngang qua San Diego, California để đến Trân Châu Cảng vào đầu tháng 9. Con tàu làm nhiệm vụ đưa những thành viên của Ủy ban Khảo sát Ném bom Chiến lược đến Nhật Bản để đánh giá hậu quả của các hoạt động ném bom, đặc biệt là với vụ ném bom nguyên tử xuống Hiroshima và Nagasaki.
Sau khi được chuẩn bị, Haines rời Guam vào ngày 2 tháng 10 để hướng sang Nhật Bản. Trong hai tháng tiếp theo nó ghé lại nhiều cảng Nhật Bản để các kỹ thuật viên và nhà phân tích thu thập dữ liệu về hiệu quả của các chiến dịch ném bom. Nó rời vịnh Tokyo vào ngày 1 tháng 12 để đưa ủy ban quay trở lại Guam, đi đến Apra Harbor vào ngày 5 tháng 12. Nó được tách khỏi nhiệm vụ này vào ngày hôm sau, đón lên tàu những cựu chiến binh Thủy quân Lục chiến để đưa họ hồi hương, rời Guam ngay ngày hôm đó và về đến San Diego vào ngày 24 tháng 12.
Tiếp tục hành trình để đi sang vùng bờ Đông, Haines băng qua kênh đào Panama và về đến Boston vào ngày 12 tháng 1, 1946. Con tàu sau đó được chuyển đến Green Cove Springs, Florida, nơi được cho xuất biên chế vào ngày 29 tháng 4, 1946 và được đưa về Hạm đội Dự bị Đại Tây Dương. Nó không bao giờ được đưa ra hoạt động trở lại; tên nó được cho rút khỏi danh sách Đăng bạ Hải quân vào ngày 1 tháng 6, 1960, và con tàu được bán cho hãng North American Smelting Co. vào ngày 19 tháng 5, 1961 để tháo dỡ. 

## Phần thưởng
Haines được tặng thưởng một Ngôi sao Chiến trận do thành tích phục vụ trong Thế Chiến II.
|  |             |  |
|  | Bronze star |  |

| Huân chương Chiến dịch Hoa Kỳ                 |                                                                              |                                      |
| Huân chương Chiến dịch Châu Á-Thái Bình Dương | Huân chương Chiến dịch Châu Âu-Châu Phi-Trung Đông với 1 Ngôi sao Chiến trận | Huân chương Chiến thắng Thế Chiến II |